# Primera División de Guatemala 2022-23
La Primera División de Guatemala 2022-23 es la temporada número 72 en la historia de la máxima categoría de ascenso del país. Contará con dos torneos: Apertura y Clausura, los cuales representarán las ediciones número 92 y 93 de la liga y los torneos cortos número 41 y 42 de la historia desde el cambio de formato.

## Sistema de competición
La temporada se divide en dos torneos cortos —Apertura y Clausura—, comenzando el primero a finales de julio y culminando a mediados de diciembre, mientras el segundo inicia a mediados de enero y culmina a finales de mayo. Ambos torneos siguen el siguiente formato:
Cada torneo se divide en dos partes:

### Fase de clasificación
Los 20 equipos participantes se dividen en 4 grupos de 5 equipos según cercanía geográfica, juegan todos contra todos a local y visitante durante 10 fechas. Al final de esta fase, los dos mejores equipos de cada grupo avanzan a los cuartos de final, es decir, la fase final.

### Fase final
En esta fase, los 8 equipos clasificados se ordenan en una tabla según su desempeño en la fase de clasificación, para definir los enfrentamientos, se usa el siguiente criterio:
- 1° vs 8°
- 2° vs 7°
- 3° vs 6°
- 4° vs 5°

Asimismo, el mejor clasificado de cada enfrentamiento juega el segundo partido en casa.
Tras jugar esta ronda, los cuatro equipos clasificados se ordenan de nuevo, realizando los enfrentamientos de esta manera:
- 1° vs 4°
- 2° vs 3°

Se utilizan los mismos criterios para esta fase.
Finalmente, los dos clasificados de esta ronda llegan a la final, el ganador de esta serie se proclama ganador del torneo.
Los dos equipos finalistas aseguran participar en los partidos por el ascenso a Liga Nacional al final de la temporada.

## Equipos participantes

### Ascensos y descensos
| Pos. | Descendidos desde la Liga Nacional 2021-22 |
| ---- | ------------------------------------------ |
| 11.º | Sololá                                     |
| 12.° | Nueva Concepción                           |

| Pos. | Ascendidos a la Liga Nacional 2022-23 |
| ---- | ------------------------------------- |
| 1.º  | Deportivo Mixco                       |
| Prom | Xinabajul Huehue                      |

| Pos.  | Ascendidos desde la Segunda División 2021-22 |
| ----- | -------------------------------------------- |
| 1.º   | Barberena                                    |
| 2.º   | San Benito                                   |
| Prom. | San Juan                                     |

| Pos.  | Descendidos a la Segunda División 2022-23 |
| ----- | ----------------------------------------- |
| Prom. | Naranjeros Escuintla                      |
| 19.º  | Agua Blanca                               |
| 20.º  | Deportivo Amatitlán                       |

### Cambios en los equipos
- Plataneros La Blanca cambió su sede desde La Blanca hacia Catarina, cambiando de nombre a Catarina FC.[2]
- Aurora FC jugara sus partidos de local en el Estadio Julio Armando Cobar.[3]
- Zacapa-Tellioz rompió relación de patrocinio con la empresa Tellioz, eliminándolos del nombre y cambiando a Zacapa.[4]

### Información
| Grupo A            | Grupo A                            | Grupo A                            | Grupo A   |
| Equipo             | Ciudad                             | Estadio                            | Capacidad |
| ------------------ | ---------------------------------- | ---------------------------------- | --------- |
| Catarina           | Catarina, San Marcos               | Estadio Catarina                   | 1 500     |
| Coatepeque FC      | Coatepeque, Quetzaltenango         | Estadio Israel Barrios             | 21 000    |
| Marquense          | San Marcos, San Marcos             | Marquesa de la Ensenada            | 10 000    |
| Nueva Concepción   | Nueva Concepción, Escuintla        | José Luis Ibarra                   | 2 000     |
| Puerto San José    | Puerto San José, Escuintla         | Vicente Arévalo                    | 1 000     |
| Quiché FC          | Santa Cruz del Quiché, Quiché      | Municipal de Santa Cruz del Quiché | 4 000     |
| San Juan Bautista  | San Juan La Laguna, Sololá         | Estadio San Juan Bautista          | 1 000     |
| San Pedro          | San Pedro Sacatepéquez, San Marcos | Estadio Municipal de San Pedro     | 4 000     |
| Sololá             | Sololá, Sololá                     | Xambá                              | 2 000     |
| Suchitepéquez      | Mazatenango, Suchitepéquez         | Carlos Salazar Hijo                | 10 000    |
| Grupo B            |                                    |                                    |           |
| Equipo             | Ciudad                             | Estadio                            | Capacidad |
| Atlético Mictlán   | Asunción Mita, Jutiapa             | La Asunción                        | 5 000     |
| Aurora FC          | Ciudad de Guatemala                | Estadio del Ejército               | 12 000    |
| Barberena          | Barberena, Santa Rosa              | Complejo Polideportivo Barberena   | 5 000     |
| Chimaltenango FC   | Chimaltenango, Chimaltenango       | Municipal de Chimaltenango         | 1 500     |
| Comunicaciones B*  | Ciudad de Guatemala                | Cementos Progreso                  | 17 500    |
| Juventud Pinulteca | San José Pinula, Guatemala         | Estadio San Miguel                 | 1 000     |
| Sacachispas        | Chiquimula, Chiquimula             | Las Victorias                      | 9 500     |
| Sanarate           | Sanarate, El Progreso              | Municipal de Sanarate              | 3,000     |
| San Benito         | San Benito, Petén                  | Julián Tesucún                     | 5 000     |
| Zacapa             | Zacapa, Zacapa                     | David Ordóñez Bardales             | 8 500     |

- Comunicaciones B decidió retirarse para el torneo Clausura 2023 y en su lugar cedieron su ficha al club Universidad SC, que disputará el resto del campeonato.

## Torneo Apertura

### Fase de clasificación

#### Grupo A
| Pos. | Equipo           | Pts. | PJ | G | E | P | GF | GC | Dif. | Clasificación             |
| ---- | ---------------- | ---- | -- | - | - | - | -- | -- | ---- | ------------------------- |
| 1    | San Pedro        | 28   | 18 | 8 | 4 | 6 | 29 | 27 | +2   | Cuartos de final          |
| 2    | Catarina         | 28   | 18 | 8 | 4 | 6 | 18 | 18 | 0    | Cuartos de final          |
| 3    | Coatepeque FC    | 27   | 18 | 8 | 3 | 7 | 21 | 17 | +4   | Acceso a Cuartos de Final |
| 4    | Nueva Concepción | 26   | 18 | 7 | 5 | 6 | 21 | 24 | −3   | Acceso a Cuartos de Final |
| 5    | Suchitepequez    | 25   | 18 | 7 | 4 | 7 | 31 | 27 | +4   | Acceso a Cuartos de Final |
| 6    | Puerto San José  | 25   | 18 | 8 | 1 | 9 | 16 | 27 | −11  | Acceso a Cuartos de Final |
| 7    | San Juan         | 24   | 18 | 6 | 6 | 6 | 29 | 28 | +1   |                           |
| 8    | Marquense        | 23   | 18 | 7 | 2 | 9 | 27 | 29 | −2   |                           |
| 9    | Quiché FC        | 23   | 18 | 6 | 5 | 7 | 27 | 24 | +3   |                           |
| 10   | Sololá           | 22   | 18 | 6 | 4 | 8 | 23 | 21 | +2   |                           |

Actualizado a los partidos jugados el 16 de octubre de 2022.
 Fuente: https://guatefutbol.com/category/primera-division/]
Criterios de clasificación: Puntos · Diferencia de goles · Goles a favor · Enfrentamiento directo

#### Grupo B
| Pos. | Equipo             | Pts. | PJ | G | E | P | GF | GC | Dif. | Clasificación             |
| ---- | ------------------ | ---- | -- | - | - | - | -- | -- | ---- | ------------------------- |
| 1    | Aurora             | 32   | 18 | 9 | 5 | 4 | 19 | 14 | +5   | Cuartos de final          |
| 2    | Juventud Pinulteca | 29   | 18 | 8 | 5 | 5 | 20 | 13 | +7   | Cuartos de final          |
| 3    | Zacapa             | 28   | 18 | 7 | 7 | 4 | 22 | 11 | +11  | Acceso a Cuartos de Final |
| 4    | Barberena          | 24   | 18 | 6 | 6 | 6 | 20 | 22 | −2   | Acceso a Cuartos de Final |
| 5    | Comunicaciones B   | 23   | 18 | 6 | 5 | 7 | 22 | 22 | 0    | Acceso a Cuartos de Final |
| 6    | Atlético Mictlán   | 23   | 18 | 5 | 8 | 5 | 21 | 26 | −5   | Acceso a Cuartos de Final |
| 7    | San Benito         | 22   | 18 | 5 | 7 | 6 | 19 | 20 | −1   |                           |
| 8    | Sacachispas        | 20   | 18 | 4 | 8 | 6 | 13 | 14 | −1   |                           |
| 9    | Sanarate           | 20   | 18 | 5 | 5 | 8 | 21 | 26 | −5   |                           |
| 10   | Chimaltenango FC   | 17   | 18 | 3 | 8 | 7 | 13 | 22 | −9   |                           |

Actualizado a los partidos jugados el 16 de octubre de 2022.
 Fuente: Página oficial
Criterios de clasificación: Puntos · Diferencia de goles · Goles a favor · Enfrentamiento directo

### Fase final

#### Cuadro de eliminatorias
|  | Acceso a semifinales 20 y 23 de octubre | Acceso a semifinales 20 y 23 de octubre | Acceso a semifinales 20 y 23 de octubre | Acceso a semifinales 20 y 23 de octubre |       |        | Cuartos de final del 26 al 30 de octubre | Cuartos de final del 26 al 30 de octubre | Cuartos de final del 26 al 30 de octubre | Cuartos de final del 26 al 30 de octubre |  |                    | Semifinales del 6 al 13 de noviembre | Semifinales del 6 al 13 de noviembre | Semifinales del 6 al 13 de noviembre | Semifinales del 6 al 13 de noviembre |       |  | Finales 20 y 27 de noviembre | Finales 20 y 27 de noviembre | Finales 20 y 27 de noviembre | Finales 20 y 27 de noviembre |  |
|  |                                         |                                         |                                         |                                         |       |        |                                          |                                          |                                          |                                          |  |                    |                                      |                                      |                                      |                                      |       |  |                              |                              |                              |                              |  |
|  |                                         |                                         |                                         |                                         |       |        |                                          |                                          |                                          |                                          |  |                    |                                      |                                      |                                      |                                      |       |  |                              |                              |                              |                              |  |
|  |                                         |                                         |                                         |                                         |       |        |                                          |                                          |                                          |                                          |  |                    |                                      |                                      |                                      |                                      |       |  |                              |                              |                              |                              |  |
|  |                                         |                                         |                                         |                                         |       |        |                                          |                                          |                                          |                                          |  |                    |                                      |                                      |                                      |                                      |       |  |                              |                              |                              |                              |  |
|  |                                         |                                         |                                         |                                         |       |        |                                          |                                          |                                          |                                          |  |                    |                                      |                                      |                                      |                                      |       |  |                              |                              |                              |                              |  |
|  |                                         | Juventud Pinulteca                      | 1                                       | 2                                       | 3     |        |                                          |                                          |                                          |                                          |  |                    |                                      |                                      |                                      |                                      |       |  |                              |                              |                              |                              |  |
|  |                                         |                                         |                                         |                                         | 3     |        |                                          |                                          |                                          |                                          |  |                    |                                      |                                      |                                      |                                      |       |  |                              |                              |                              |                              |  |
|  |                                         |                                         | Nueva Concepción                        | 2                                       | 0     | 2      |                                          |                                          |                                          |                                          |  |                    |                                      |                                      |                                      |                                      |       |  |                              |                              |                              |                              |  |
|  | Nueva Concepción                        | 1                                       | Nueva Concepción                        | 2                                       | 0     | 2      | 1                                        | 2                                        |                                          |                                          |  |                    |                                      |                                      |                                      |                                      |       |  |                              |                              |                              |                              |  |
|  | Nueva Concepción                        | 1                                       |                                         |                                         |       |        |                                          |                                          |                                          |                                          |  |                    |                                      |                                      |                                      |                                      |       |  |                              |                              |                              |                              |  |
|  | Comunicaciones B                        | 1                                       | 0                                       | 1                                       |       |        |                                          |                                          |                                          |                                          |  |                    |                                      |                                      |                                      |                                      |       |  |                              |                              |                              |                              |  |
|  | Comunicaciones B                        | 1                                       | 0                                       | 1                                       |       |        |                                          |                                          |                                          |                                          |  | Juventud Pinulteca | 0                                    | 0                                    | 0                                    |                                      |       |  |                              |                              |                              |                              |  |
|  |                                         |                                         |                                         |                                         |       |        |                                          |                                          |                                          |                                          |  | Juventud Pinulteca | 0                                    | 0                                    | 0                                    |                                      |       |  |                              |                              |                              |                              |  |
|  |                                         |                                         | Zacapa                                  | 1                                       | 0     | 1      |                                          |                                          |                                          |                                          |  |                    |                                      |                                      |                                      |                                      |       |  |                              |                              |                              |                              |  |
|  | Zacapa (p.)                             | 0                                       | Zacapa                                  | 1                                       | 0     | 1      | 1                                        | 1 (5)                                    |                                          |                                          |  |                    |                                      |                                      |                                      |                                      |       |  |                              |                              |                              |                              |  |
|  | Zacapa (p.)                             | 0                                       |                                         |                                         |       |        |                                          |                                          |                                          |                                          |  |                    |                                      |                                      |                                      |                                      |       |  |                              |                              |                              |                              |  |
|  | Puerto San José                         | 1                                       | 0                                       | 1 (4)                                   |       |        |                                          |                                          |                                          |                                          |  |                    |                                      |                                      |                                      |                                      |       |  |                              |                              |                              |                              |  |
|  | Puerto San José                         | 1                                       | 0                                       | 1 (4)                                   |       | Zacapa | 0                                        | 2                                        | 2                                        |                                          |  |                    |                                      |                                      |                                      |                                      |       |  |                              |                              |                              |                              |  |
|  |                                         |                                         |                                         |                                         |       | Zacapa | 0                                        | 2                                        | 2                                        |                                          |  |                    |                                      |                                      |                                      |                                      |       |  |                              |                              |                              |                              |  |
|  |                                         |                                         | Catarina                                | 0                                       | 0     | 0      |                                          |                                          |                                          |                                          |  |                    |                                      |                                      |                                      |                                      |       |  |                              |                              |                              |                              |  |
|  |                                         |                                         | Catarina                                | 0                                       | 0     | 0      |                                          |                                          |                                          |                                          |  |                    |                                      |                                      |                                      |                                      |       |  |                              |                              |                              |                              |  |
|  |                                         |                                         |                                         |                                         |       |        |                                          |                                          |                                          |                                          |  |                    |                                      |                                      |                                      |                                      |       |  |                              |                              |                              |                              |  |
|  |                                         |                                         |                                         |                                         |       |        |                                          |                                          |                                          |                                          |  |                    |                                      |                                      |                                      |                                      |       |  |                              |                              |                              |                              |  |
|  |                                         |                                         |                                         |                                         |       |        |                                          |                                          |                                          |                                          |  |                    |                                      | Zacapa                               | 0                                    | 1                                    | 1 (3) |  |                              |                              |                              |                              |  |
|  |                                         |                                         |                                         |                                         |       |        |                                          |                                          |                                          |                                          |  |                    |                                      |                                      |                                      |                                      | 1 (3) |  |                              |                              |                              |                              |  |
|  |                                         |                                         | Coatepeque FC                           | 1                                       | 0     | 1 (4)  |                                          |                                          |                                          |                                          |  |                    |                                      |                                      |                                      |                                      |       |  |                              |                              |                              |                              |  |
|  |                                         |                                         | Coatepeque FC                           | 1                                       | 0     | 1 (4)  |                                          |                                          |                                          |                                          |  |                    |                                      |                                      |                                      |                                      |       |  |                              |                              |                              |                              |  |
|  |                                         |                                         |                                         |                                         |       |        |                                          |                                          |                                          |                                          |  |                    |                                      |                                      |                                      |                                      |       |  |                              |                              |                              |                              |  |
|  |                                         |                                         |                                         |                                         |       |        |                                          |                                          |                                          |                                          |  |                    |                                      |                                      |                                      |                                      |       |  |                              |                              |                              |                              |  |
|  |                                         | Aurora FC (p.)                          | 1                                       | 3                                       | 4 (3) |        |                                          |                                          |                                          |                                          |  |                    |                                      |                                      |                                      |                                      |       |  |                              |                              |                              |                              |  |
|  |                                         |                                         |                                         |                                         | 4 (3) |        |                                          |                                          |                                          |                                          |  |                    |                                      |                                      |                                      |                                      |       |  |                              |                              |                              |                              |  |
|  |                                         |                                         | Suchitepéquez                           | 2                                       | 2     | 4 (1)  |                                          |                                          |                                          |                                          |  |                    |                                      |                                      |                                      |                                      |       |  |                              |                              |                              |                              |  |
|  | Barberena                               | 2                                       | Suchitepéquez                           | 2                                       | 2     | 4 (1)  | 0                                        | 2                                        |                                          |                                          |  |                    |                                      |                                      |                                      |                                      |       |  |                              |                              |                              |                              |  |
|  | Barberena                               | 2                                       |                                         |                                         |       |        |                                          |                                          |                                          |                                          |  |                    |                                      |                                      |                                      |                                      |       |  |                              |                              |                              |                              |  |
|  | Suchitepéquez                           | 4                                       | 2                                       | 6                                       |       |        |                                          |                                          |                                          |                                          |  |                    |                                      |                                      |                                      |                                      |       |  |                              |                              |                              |                              |  |
|  | Suchitepéquez                           | 4                                       | 2                                       | 6                                       |       |        |                                          |                                          |                                          |                                          |  | Aurora FC          | 0                                    | 0                                    | 0                                    |                                      |       |  |                              |                              |                              |                              |  |
|  |                                         |                                         |                                         |                                         |       |        |                                          |                                          |                                          |                                          |  | Aurora FC          | 0                                    | 0                                    | 0                                    |                                      |       |  |                              |                              |                              |                              |  |
|  |                                         |                                         | Coatepeque FC                           | 2                                       | 0     | 2      |                                          |                                          |                                          |                                          |  |                    |                                      |                                      |                                      |                                      |       |  |                              |                              |                              |                              |  |
|  |                                         |                                         | Coatepeque FC                           | 2                                       | 0     | 2      |                                          |                                          |                                          |                                          |  |                    |                                      |                                      |                                      |                                      |       |  |                              |                              |                              |                              |  |
|  |                                         |                                         |                                         |                                         |       |        |                                          |                                          |                                          |                                          |  |                    |                                      |                                      |                                      |                                      |       |  |                              |                              |                              |                              |  |
|  |                                         |                                         |                                         |                                         |       |        |                                          |                                          |                                          |                                          |  |                    |                                      |                                      |                                      |                                      |       |  |                              |                              |                              |                              |  |
|  |                                         | San Pedro                               | 1                                       | 0                                       | 1 (1) |        |                                          |                                          |                                          |                                          |  |                    |                                      |                                      |                                      |                                      |       |  |                              |                              |                              |                              |  |
|  |                                         |                                         |                                         |                                         | 1 (1) |        |                                          |                                          |                                          |                                          |  |                    |                                      |                                      |                                      |                                      |       |  |                              |                              |                              |                              |  |
|  |                                         |                                         | Coatepeque FC (p.)                      | 1                                       | 0     | 1 (3)  |                                          |                                          |                                          |                                          |  |                    |                                      |                                      |                                      |                                      |       |  |                              |                              |                              |                              |  |
|  | Coatepeque FC                           | 2                                       | Coatepeque FC (p.)                      | 1                                       | 0     | 1 (3)  | 1                                        | 3                                        |                                          |                                          |  |                    |                                      |                                      |                                      |                                      |       |  |                              |                              |                              |                              |  |
|  | Coatepeque FC                           | 2                                       |                                         |                                         |       |        |                                          |                                          |                                          |                                          |  |                    |                                      |                                      |                                      |                                      |       |  |                              |                              |                              |                              |  |
|  | Atlético Mictlán                        | 1                                       | 1                                       | 2                                       |       |        |                                          |                                          |                                          |                                          |  |                    |                                      |                                      |                                      |                                      |       |  |                              |                              |                              |                              |  |
|  | Atlético Mictlán                        | 1                                       | 1                                       | 2                                       |       |        |                                          |                                          |                                          |                                          |  |                    |                                      |                                      |                                      |                                      |       |  |                              |                              |                              |                              |  |
|  |                                         |                                         |                                         |                                         |       |        |                                          |                                          |                                          |                                          |  |                    |                                      |                                      |                                      |                                      |       |  |                              |                              |                              |                              |  |

#### Campeón
| Campeón                          |
| Coatepeque Fútbol Club 1° Título |
|                                  |

## Torneo Clausura

### Fase de clasificación

#### Grupo A
| Pos. | Equipo           | Pts. | PJ | G  | E | P  | GF | GC | Dif. | Clasificación             |
| ---- | ---------------- | ---- | -- | -- | - | -- | -- | -- | ---- | ------------------------- |
| 1    | Coatepeque FC    | 33   | 18 | 10 | 3 | 5  | 30 | 21 | +9   | Cuartos de final          |
| 2    | Suchitepequez    | 32   | 18 | 9  | 5 | 4  | 30 | 19 | +11  | Cuartos de final          |
| 3    | Nueva Concepción | 29   | 18 | 8  | 5 | 5  | 29 | 22 | +7   | Acceso a Cuartos de Final |
| 4    | Quiché FC        | 29   | 18 | 8  | 5 | 5  | 29 | 24 | +5   | Acceso a Cuartos de Final |
| 5    | Marquense        | 27   | 18 | 7  | 6 | 5  | 27 | 19 | +8   | Acceso a Cuartos de Final |
| 6    | San Pedro        | 27   | 18 | 7  | 6 | 5  | 20 | 14 | +6   | Acceso a Cuartos de Final |
| 7    | Catarina         | 24   | 18 | 6  | 6 | 6  | 24 | 26 | −2   |                           |
| 8    | Sololá           | 18   | 18 | 4  | 6 | 8  | 18 | 16 | +2   |                           |
| 9    | San Juan         | 14   | 18 | 3  | 5 | 10 | 14 | 28 | −14  |                           |
| 10   | Puerto San José  | 12   | 18 | 3  | 3 | 12 | 12 | 44 | −32  |                           |

Actualizado a los partidos jugados el 30 de abril de 2023.
 Fuente: Guatefutbol
Criterios de clasificación: Puntos · Diferencia de goles · Goles a favor · Enfrentamiento directo

#### Grupo B
| Pos. | Equipo             | Pts. | PJ | G  | E | P | GF | GC | Dif. | Clasificación             |
| ---- | ------------------ | ---- | -- | -- | - | - | -- | -- | ---- | ------------------------- |
| 1    | Zacapa             | 35   | 18 | 10 | 5 | 3 | 29 | 15 | +14  | Cuartos de final          |
| 2    | San Benito         | 32   | 18 | 10 | 2 | 6 | 28 | 20 | +8   | Cuartos de final          |
| 3    | Juventud Pinulteca | 25   | 18 | 7  | 4 | 7 | 25 | 22 | +3   | Acceso a Cuartos de Final |
| 4    | Aurora             | 25   | 18 | 7  | 4 | 7 | 17 | 16 | +1   | Acceso a Cuartos de Final |
| 5    | CF Universidad     | 23   | 18 | 6  | 5 | 7 | 13 | 18 | −5   | Acceso a Cuartos de Final |
| 6    | Barberena          | 22   | 18 | 5  | 7 | 6 | 16 | 22 | −6   | Acceso a Cuartos de Final |
| 7    | Chimaltenango FC   | 21   | 18 | 5  | 6 | 7 | 22 | 23 | −1   |                           |
| 8    | Sacachispas        | 21   | 18 | 5  | 6 | 7 | 16 | 19 | −3   |                           |
| 9    | Sanarate           | 21   | 18 | 5  | 6 | 7 | 20 | 26 | −6   |                           |
| 10   | Atlético Mictlán   | 20   | 18 | 5  | 5 | 8 | 17 | 22 | −5   |                           |

Actualizado a los partidos jugados el 30 de abril de 2023.
 Fuente: Guatefutbol
Criterios de clasificación: Puntos · Diferencia de goles · Goles a favor · Enfrentamiento directo

## Tabla acumulada

### Grupo A
| Pos. | Equipo              | Pts. | PJ | G  | E  | P  | GF | GC | Dif. | Clasificación                |
| ---- | ------------------- | ---- | -- | -- | -- | -- | -- | -- | ---- | ---------------------------- |
| 1    | Coatepeque FC CA SC | 60   | 36 | 18 | 6  | 12 | 51 | 38 | +13  | Liga Nacional 2023-24        |
| 2    | Suchitepequez       | 57   | 36 | 16 | 9  | 11 | 61 | 46 | +15  |                              |
| 3    | San Pedro           | 55   | 36 | 15 | 10 | 11 | 49 | 31 | +18  |                              |
| 4    | Nueva Concepción    | 55   | 36 | 15 | 10 | 11 | 50 | 46 | +4   |                              |
| 5    | Quiché FC           | 52   | 36 | 14 | 10 | 12 | 46 | 48 | −2   |                              |
| 6    | Catarina            | 52   | 36 | 14 | 10 | 12 | 42 | 44 | −2   |                              |
| 7    | Marquense           | 50   | 36 | 14 | 8  | 14 | 55 | 48 | +7   |                              |
| 8    | Sololá              | 40   | 36 | 10 | 10 | 16 | 41 | 37 | +4   |                              |
| 9    | San Juan            | 38   | 36 | 9  | 11 | 16 | 43 | 57 | −14  | Repechaje por la permanencia |
| 10   | Puerto San José     | 37   | 36 | 11 | 4  | 21 | 28 | 71 | −43  | Segunda División 2023-24     |

Actualizado a los partidos jugados el 30 de abril de 2023.
 Fuente: Guatefutbol
Criterios de clasificación: Puntos · Diferencia de goles · Goles a favor · Enfrentamiento directo

### Grupo B
| Pos. | Equipo             | Pts. | PJ | G  | E  | P  | GF | GC | Dif. | Clasificación                |
| ---- | ------------------ | ---- | -- | -- | -- | -- | -- | -- | ---- | ---------------------------- |
| 1    | Zacapa SA CC       | 63   | 36 | 17 | 12 | 7  | 51 | 26 | +25  | Liga Nacional 2023-24        |
| 2    | Aurora             | 57   | 36 | 16 | 9  | 11 | 36 | 30 | +6   |                              |
| 3    | Juventud Pinulteca | 54   | 36 | 15 | 9  | 12 | 45 | 35 | +10  |                              |
| 4    | San Benito         | 54   | 36 | 15 | 9  | 12 | 47 | 40 | +7   |                              |
| 5    | CF Universidad     | 46   | 36 | 12 | 10 | 14 | 35 | 40 | −5   |                              |
| 6    | Barberena          | 46   | 36 | 11 | 13 | 12 | 38 | 44 | −6   |                              |
| 7    | Atlético Mictlán   | 43   | 36 | 10 | 13 | 13 | 38 | 50 | −12  |                              |
| 8    | Sacachispas        | 41   | 36 | 9  | 14 | 13 | 29 | 33 | −4   |                              |
| 9    | Sanarate           | 41   | 36 | 10 | 11 | 15 | 41 | 52 | −11  | Repechaje por la permanencia |
| 10   | Chimaltenango FC   | 38   | 36 | 8  | 14 | 14 | 35 | 44 | −9   | Segunda División 2023-24     |

Actualizado a los partidos jugados el 30 de abril de 2023.
 Fuente: Guatefutbol
Criterios de clasificación: Puntos · Diferencia de goles · Goles a favor · Enfrentamiento directo

## Repechajes de ascenso

### Clasificados

#### Equipos clasificados a las series de ascenso 2023
| Equipo     | Método de clasificación             | Fecha de clasificación  |
| ---------- | ----------------------------------- | ----------------------- |
| Coatepeque | Campeón del Torneo Apertura 2022    | 13 de noviembre de 2022 |
| Coatepeque | Finalista del Torneo Clausura 2023  | 28 de mayo de 2023      |
| Zacapa     | Subcampeón del Torneo Apertura 2022 | 13 de noviembre de 2022 |
| Zacapa     | Finalista del Torneo Clausura 2023  | 28 de mayo de 2023      |

- Coatepeque y Zacapa ascienden al cumplir con 2 criterios de clasificación.

### Ascendidos
|                         |                         |
| Coatepeque              | Zacapa                  |
| Ascendido el 28/05/2023 | Ascendido el 28/05/2023 |